# محوطه (حیاط)
با حیاط اشتباه گرفته نشود

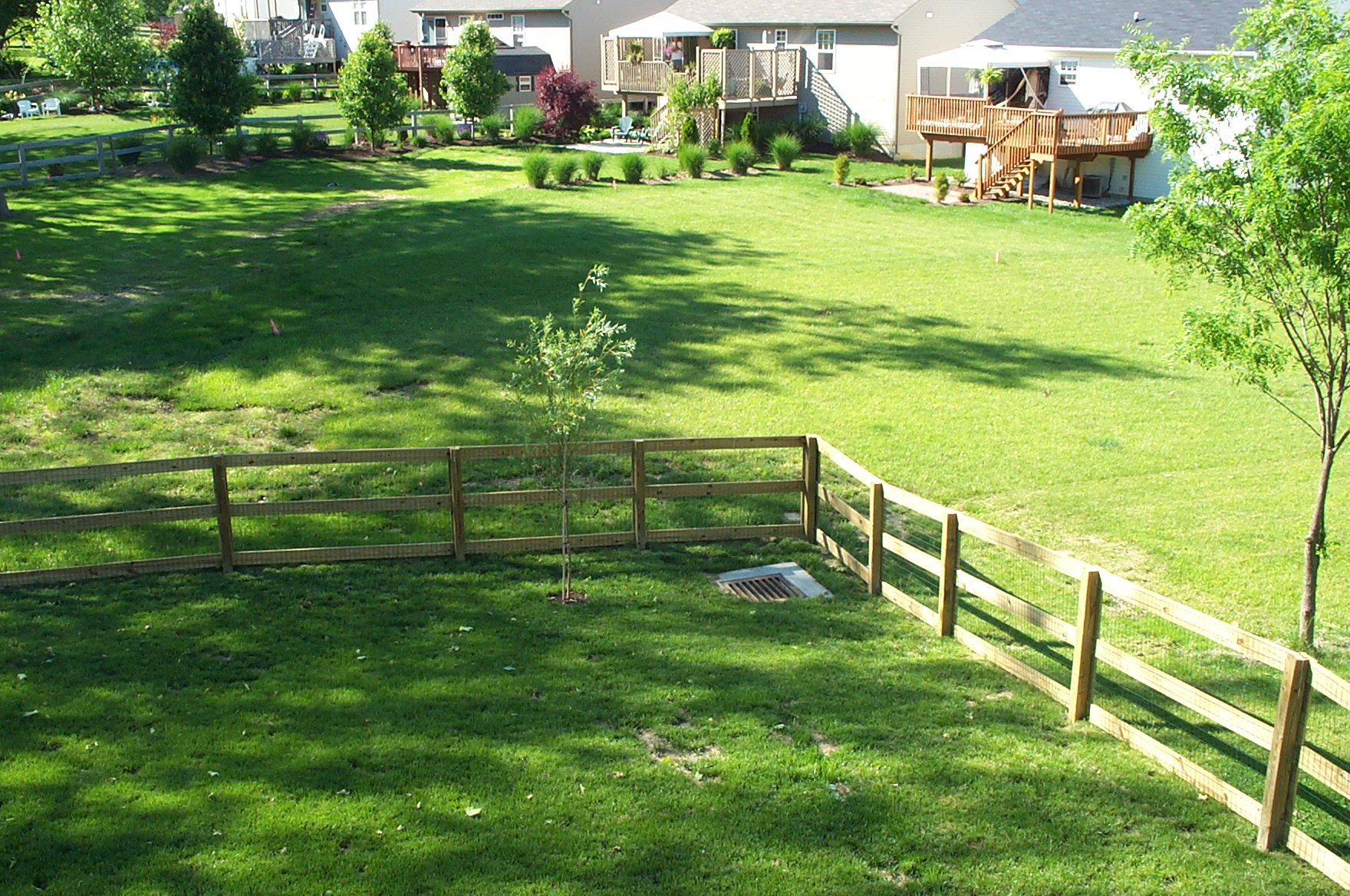
یک قسمت از محوطه پشتی یک خانه (آمریکایی)

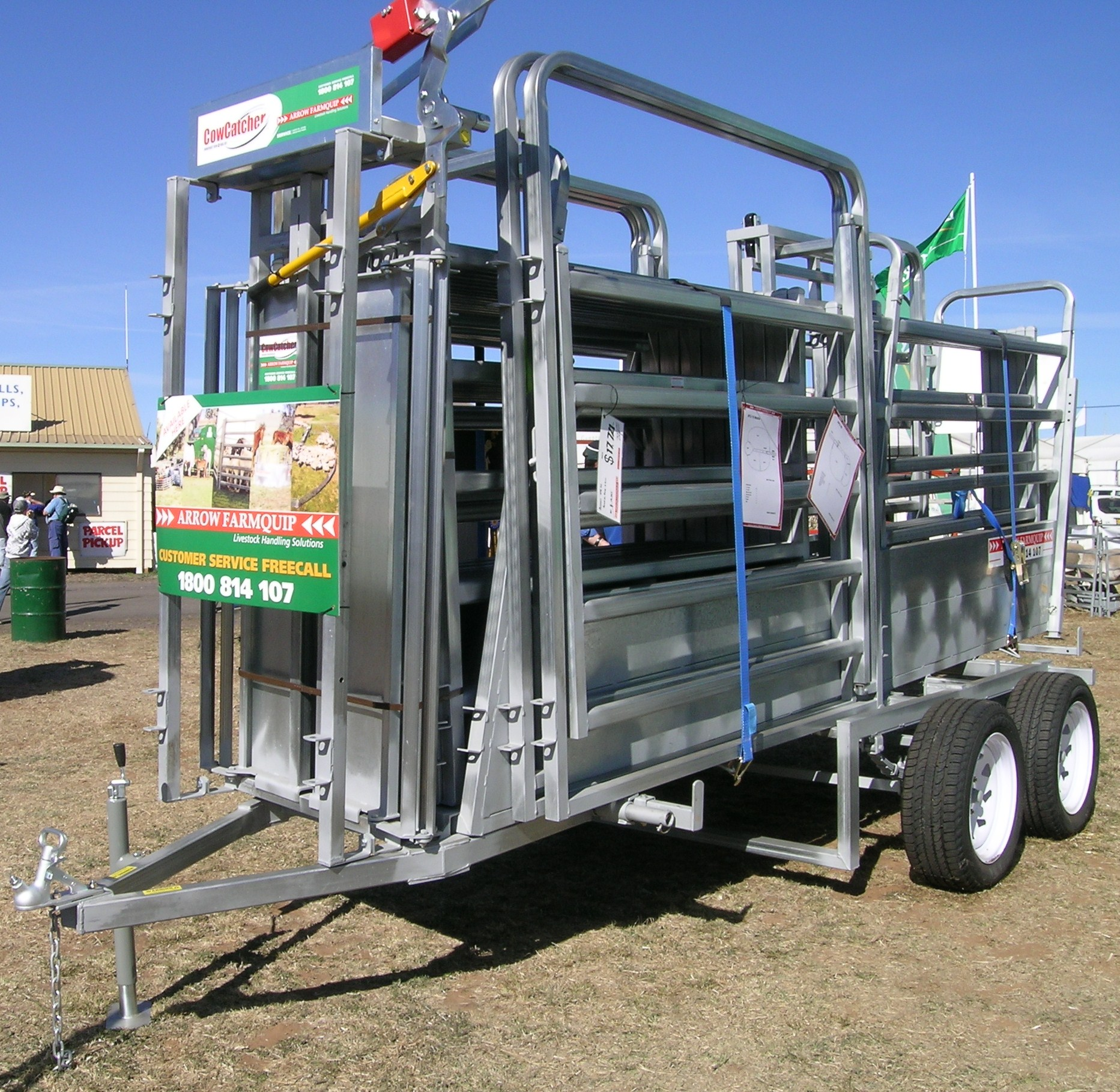
محوطه قابل حمل دام (در حالت بسته)

محوطه (انگلیسی: Yard (land)) یا حیاط به مساحتی از زمین که در مجاور یک یا چند ساختمان، دیوار، حصار، درخت، پرچین و … قرار دارد گفته می‌شود. محوطه ممکن است به صورت سربسته یا باز باشد. این واژه از ریشه زبانی کلمه باغ می‌آید که دارای معانی بسیاری است. تعدادی از کلمات مشتق شده وجود دارند که معمولاً برای یک گروه خاص از ساختمان‌ها استفاده می‌شوند، برخی از این کلمات ممکن است که امروزه کمتر مورد استفاده قرار بگیرند. نمونه‌هایی از این کلمات عبارتند از: حیاط، بهاربند، hopyard، گورستان، محوطه کلیسا، آجرپزی، حیاط زندان، محوطه ریل، زباله‌دان و اصطبل.